# Luiz Antônio de Souza Soares
Luiz Antônio de Souza Soares, meglio noto come Luiz Antônio (Rio de Janeiro, 11 marzo 1991), è un calciatore brasiliano, centrocampista dell'Hải Phòng.

## Caratteristiche tecniche
Mediano dal buon contrasto e dal grande pressing, ma anche capace di gestire il gioco.

## Palmarès

### Club

#### Competizioni statali
- Campionato Carioca: 2

Flamengo: 2011, 2014
- Campionato Catarinense: 1

Chapecoense: 2017

#### Competizioni nazionali
- Coppa del Brasile: 1

Flamengo: 2013
- Coppa del Vietnam: 2

Thanh Hóa: 2023, 2023-2024
- Supercoppa del Vietnam: 1

Thanh Hóa: 2023